# Коув (футбольный клуб)
«Коув» (англ. The Cove Football Club) —  футбольный клуб из Аделаиды, Южная Австралия, в настоящее время выступающий во второй лиге Южной Австралии.

## История
Клуб был основан в 1983 году в Аделиаде, Австралия на базе спортивного центра Cove. В 2008 году на базе клуба открылась молодёжная академия, выпускники которой потом идут в основную команду. После этого в 2009 году команда стала выступать на профессиональном уровне и превратилась в один из самых сильных и популярных клубов к югу от Аделиады. Руководство клуба вложила много средств на качественный тренерский состав академии. Молодёжка выступает в FSA (ранее FFSA), а взрослая команда в FSA State League 2. Также у клуба есть женские команды выступающих как на взрослых (WSL, JPL, JSL) так и молодежных (Miniroos, FSA Girls) чемпионатах. Ожидается что с осени 2017 года у команде будет команда юношей до 17 лет и студенческая сборная. В 2013 году клуб разработал план по которому планируется расширять футбольных программы школьных каникул, летние команды из пяти человек и внутренние турниры. В 2019 году клуб получил финансирование от правительства Австралии и Южной Австралии, а также от Совета города Мэрион на строительство нового футбольного комплекса стоимостью 7 миллионов долларов, который будет включать в себя новый клуб и травяное поле на Мейджорс-роуд.

## Состав команды
| — | Флаг Австралии | Вр  | Алекс Тейт        | — |  |  |  |  |
| — | Флаг Австралии | Вр  | Сэм Ричардсон     | — |  |  |  |  |
|   |                |     |                   |   |  |  |  |  |
| — | Флаг Шотландии | Защ | Дэвид Блейн       | — |  |  |  |  |
| — | Флаг Англии    | Защ | Сэм Флинн         | — |  |  |  |  |
| — | Флаг Шотландии | Защ | Коннор Маклахлан  | — |  |  |  |  |
| — | Флаг Австралии | Защ | Луи Ллойд         | — |  |  |  |  |
| — | Флаг Австралии | Защ | Дэнни Маккей      | — |  |  |  |  |
| — | Флаг Англии    | Защ | Джеймс Берч       | — |  |  |  |  |
| — | Флаг Австралии | Защ | Джаррод Рейнольдс | — |  |  |  |  |
| — | Флаг Австралии | Защ | Марк Зинноэггер   | — |  |  |  |  |
|   |                |     |                   |   |  |  |  |  |
| — | Флаг Англии    | ПЗ  | Джейк Маркхэм     | — |  |  |  |  |

| — | Флаг Австралии | ПЗ  | Шон Харрис        | — |  |  |  |  |
| — | Флаг Ирландии  | ПЗ  | Дэнни Джесс       | — |  |  |  |  |
| — | Флаг Англии    | ПЗ  | Бретт Кондон      | — |  |  |  |  |
| — | Флаг Австралии | ПЗ  | Бен Истон         | — |  |  |  |  |
| — | Флаг Англии    | ПЗ  | Стивен Холл       | — |  |  |  |  |
| — | Флаг Англии    | ПЗ  | Скотт Харрисон    | — |  |  |  |  |
| — | Флаг Англии    | ПЗ  | Бен Маклафлин     | — |  |  |  |  |
|   |                |     |                   |   |  |  |  |  |
| — | Флаг Англии    | Нап | Джей Ханисетт     | — |  |  |  |  |
| — | Флаг Англии    | Нап | Тайсон Кондон     | — |  |  |  |  |
| — | Флаг Австралии | Нап | Сэмюэл Зинноэггер | — |  |  |  |  |
| — | Флаг Австралии | Нап | Кайл Маркхэм      | — |  |  |  |  |